# Associació de Consells Locals de la Franja
Associació de Consells Locals de la Franja (ACLF) és una entitat creada el 1985 i que té la seu a Tamarit de Llitera. El seu objectiu és la promoció de la llengua i la cultura catalanes a la comarca de la Llitera, a la Franja de Ponent. Edita la revista Desperta, Ferro!. Forma part de la Iniciativa Cultural de la Franja.